# The Dog Problem
The Dog Problem é um filme estadunidense de comédia romântica de 2006 dirigido e escrito por Scott Caan e produzido pela Thousand Words Films.
Junto com Caan, o filme é estrelado por Giovanni Ribisi, Lynn Collins, Kevin Corrigan, Sarah Shahi e Mena Suvari. Don Cheadle aparece em um papel não creditado. O músico Steve Jones, as supermodelos Joanna Krupa e Melissa Keller e lutadores do UFC Tito Ortiz e Kimo Leopoldo fornecem papéis de apoio.
Foi exibido no Festival Internacional de Cinema de Toronto de 2006.
Lançado em DVD em 28 de agosto de 2007.

## Sinopse
Solo Harrington (Ribisi) é um escritor infeliz que é incentivado por seu psiquiatra (Cheadle) a conseguir um cachorro. Solo faz, e então conhece Lola (Collins) em um parque de brinquedos para cães, tornando-se romanticamente interessada por ela, mas uma série de problemas está no seu caminho.

## Elenco
Elenco principal
- Giovanni Ribisi como Solo Harrington
- Lynn Collins como Lola
- Scott Caan como Casper
- Kevin Corrigan como Benny

Elenco de apoio
- Mena Suvari como Jules
- Sarah Shahi como Candy
- Tito Ortiz como Frank
- Kimo Leopoldo como Ted
- Brian Goodman como Joe, o guarda
- Joanna Krupa como Taffy
- Med Abrous como Brad
- Melissa Keller como garota na escada rolante
- Jimmy the Dog como Spot
- Don Cheadle como Dr. Nourmand (sem créditos)
- Steve Jones como ele mesmo

## Trilha sonora
O filme apresenta uma trilha sonora de Mark Mothersbaugh, e a música usada durante a sequência do título é baseada na música da banda Devo "Gut Feeling".